# Federico Kirbus-duin
De Federico Kirbus-duin is de hoogste duin ter wereld. Deze duin ligt in het noordoosten van Argentinië in de provincie Catamarca. De duin is vernoemd naar journalist, schrijver en onderzoeker Federico B. Kirbus, die ook de werkelijke hoogte van de duin heeft ontdekt.
De duin is 1234 meter hoog en de top ligt op 2845 meter boven zeeniveau. Het is onderdeel van de Bolsón de Fiambalá, een halfronde zandvallei.